# 아마릴리스
아마릴리스(학명: Hippeastrum × hybridum)는 수선화과의 여러해살이풀이다.

## 분포
멕시코 원산으로 주로 온실에서 재배하는 원예식물이다. 원예에서 아마릴리스라고 부르는 것은 히페아스트룸 하이브리둠(Hippeastrum × hybridum)이며, 남아메리카 원산으로서 여러 종을 교배하여 만들어낸 것이다.

## 특징
비늘줄기(구근,알뿌리)는 크고 상록이지만 한국에서는 겨울에 잎이 마른다. 꽃은 온실에서 12-3월에 피고 속이 빈 꽃줄기 끝에 2-4개의 꽃이 산형으로 달린다. 꽃은 밝은 적색 또는 백색 줄무늬가 있다. 통부는 짧고 꽃받침조각은 크기가 비슷하며 6개의 수술과 1개의 암술이 있다. 잎은 꽃이 진 다음 무더기로 나오고 짙은 녹색이며 길이 40-50cm이다. 원래의 아마릴리스는 벨라도나 릴리라고 하며, 학명은 아마릴리스 벨라도나(Amaryllis belladonna)로서 남아프리카산이며, 7-8월에 꽃이 피고 꽃줄기(꽃대)는 속이 차 있다.